# S. P. Sethuraman
S. P. Sethuraman (auch als Sethuraman Panayappan bekannt; geb. 25. Februar 1993 in Chennai) ist ein indischer Schachspieler mit dem FIDE-Titel eines Schachgroßmeisters.

## Leben
2009 gewann er die U16-Weltmeisterschaft in Kemer. Sethuraman erreichte die letzte Großmeisternorm im Jahre 2010 und war damals der jüngste indische Schachgroßmeister.
Im Jahre 2014 wurde er indischer Meister in Kottayam. 2016 gewann er die Asien-Meisterschaft in Taschkent mit 7,0 von 9 Punkten.
Sethuraman vertrat sein Heimatland bei den Schacholympiaden 2014 (bei der er mit Indien den dritten Platz erreichte) und 2016 sowie der Mannschaftsweltmeisterschaft 2019.
In der französischen Mannschaftsmeisterschaft spielte er für den C.E. de Bois-Colombes, in der tschechischen Extraliga für den ŠK AD Jičín, in der chinesischen Mannschaftsmeisterschaft für Shenzhen und Shandong und in der ungarischen Mannschaftsmeisterschaft für DVTK Sport Korlátolt Felelősségű Társaság.